# Cytadela w Diyarbakır
Cytadela w Diyarbakır – historyczna twierdza w Diyarbakır w Turcji. Cytadela jest otoczona przez zachowane w całości bizantyjskie mury obronne z czarnego bazaltu, zbudowane w większości w 349 roku za cesarza Konstancjusza II, odremontowane w XI wieku. Mury mają 6 km długości, cztery główne bramy: Dağ (górska), Urfa, Mardin, Yeni (nowa) i kilkanaście mniejszych oraz 72 wieże obronne. Są to największe i najdłuższe mury obronne, zaraz po Wielkim Murze Chińskim. W 2015 roku cytadela w Diyarbakır oraz krajobraz kulturowy ogrodów Hevsel zostały wpisane na listę światowego dziedzictwa UNESCO.